# Cerin Hong
Cerin Hong, eigentlich Ce-Rin Hong, (* 15. September 1975 in Recklinghausen) ist eine deutsche Regisseurin koreanischer Abstammung.
Als Kind koreanischer Auswanderer machte sie 1995 in Köln Abitur und arbeitete von 1996 bis 2000 für VIVA Zwei, inszenierte mehrere Musikvideos (z. B. für die Rockgruppe Oomph!) und arbeitete als Regieassistentin in Köln, London und den USA. Von 1997 bis 1998 unterstützte sie für die Arbeit der Export Union – heute German Films Service + Marketing GmbH. Sie studierte von 1999 bis 2005 an der Kunsthochschule für Medien Köln im Diplomstudiengang Film- und Fernsehregie. Ein Schwerpunkt ihrer Arbeit ist die Auseinandersetzung mit ethnischen Hintergründen und Einwanderungspolitik. Cerin Hong lebt in Berlin und Köln.

## Musikvideos (Auswahl)
- 2001: Oomph! – Niemand[1]

## Auszeichnungen
- 2006: Einladung zum Berlinale Talent Campus
- 2006: Preisträgerin des Civis – Europas Medienpreis für Integration für Ise Kyopos – die 2. Generation der im Ausland lebenden Koreaner[2][3]